# Chichkine Less

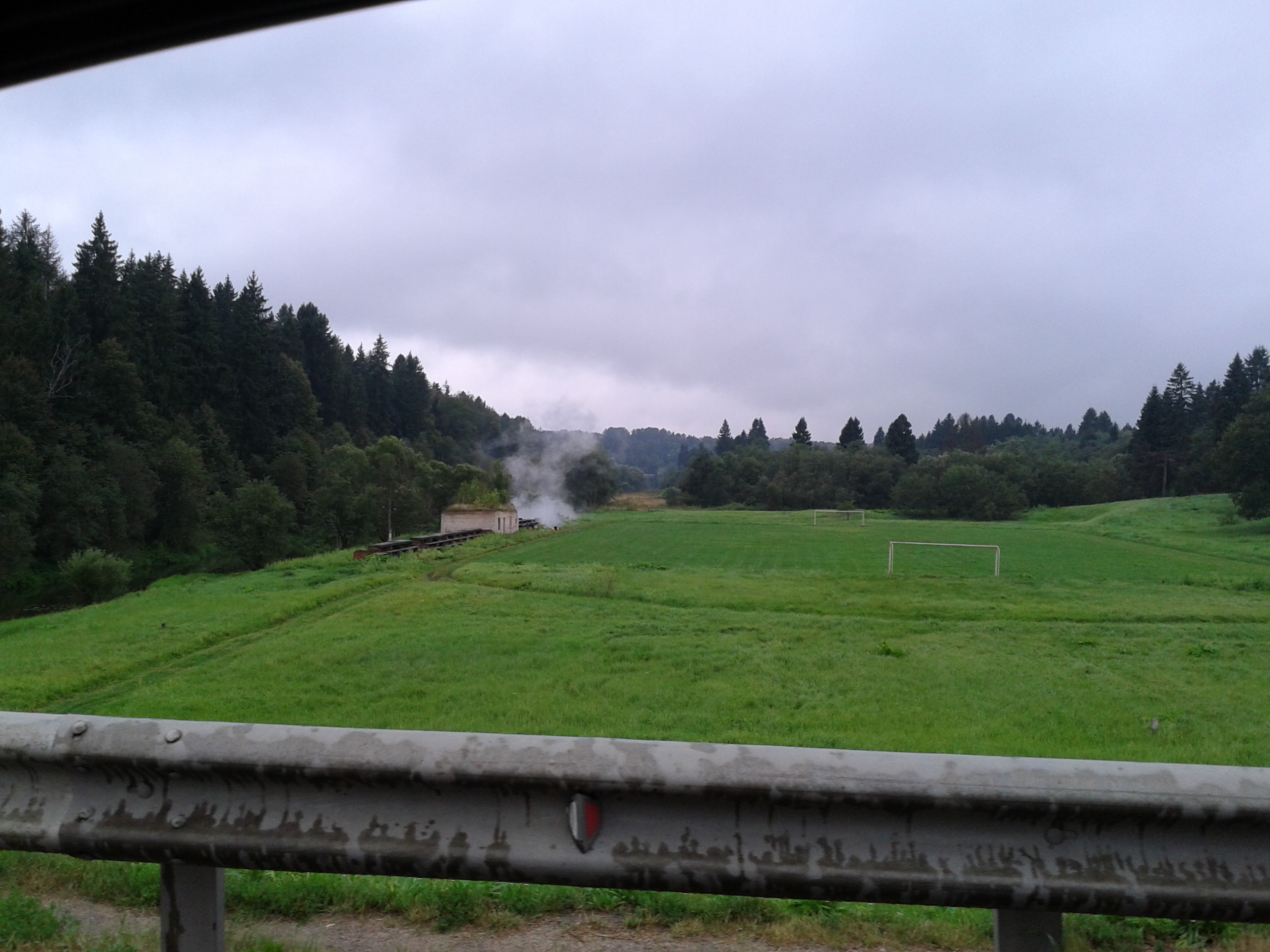
Terrain de football de Chichkine Less au bord de la Pakhra.

Chichkine Less (Ши́шкин Лес) est un village du district administratif de Troïtsk dans la limite méridionale de Moscou. Il faisait partie avant le 1er juillet 2012 du raïon de Podolsk de l'oblast de Moscou. Ce village est le centre administratif du district municipal Mikhaïlo-Iartsevskoïe.

## Population
- 2002 : 4 174 habitants (1 879 hommes et 2 295 femmes)[1];
- 2005 : 4 043 habitants
- 2009 : 4 129 habitants
- 2010 : 3 913 habitants

## Géographie
Le village de Chichkine Less se trouve sur la rive droite de la rivière Pakhra à 23 kilomètres à l'ouest du centre-ville de Podolsk. Le village est traversé par le petit périphérique autoroutier de Moscou. Les localités de peuplement les plus proches sont les petits villages de Nobomikhaïlovskoïe, Issakovo et Dechino.

## Histoire
Chichkine Less était le siège administratif du district rural de Mikhaïlovo-Iartsevo entre 1994 et 2006.

## Lieux à visiter

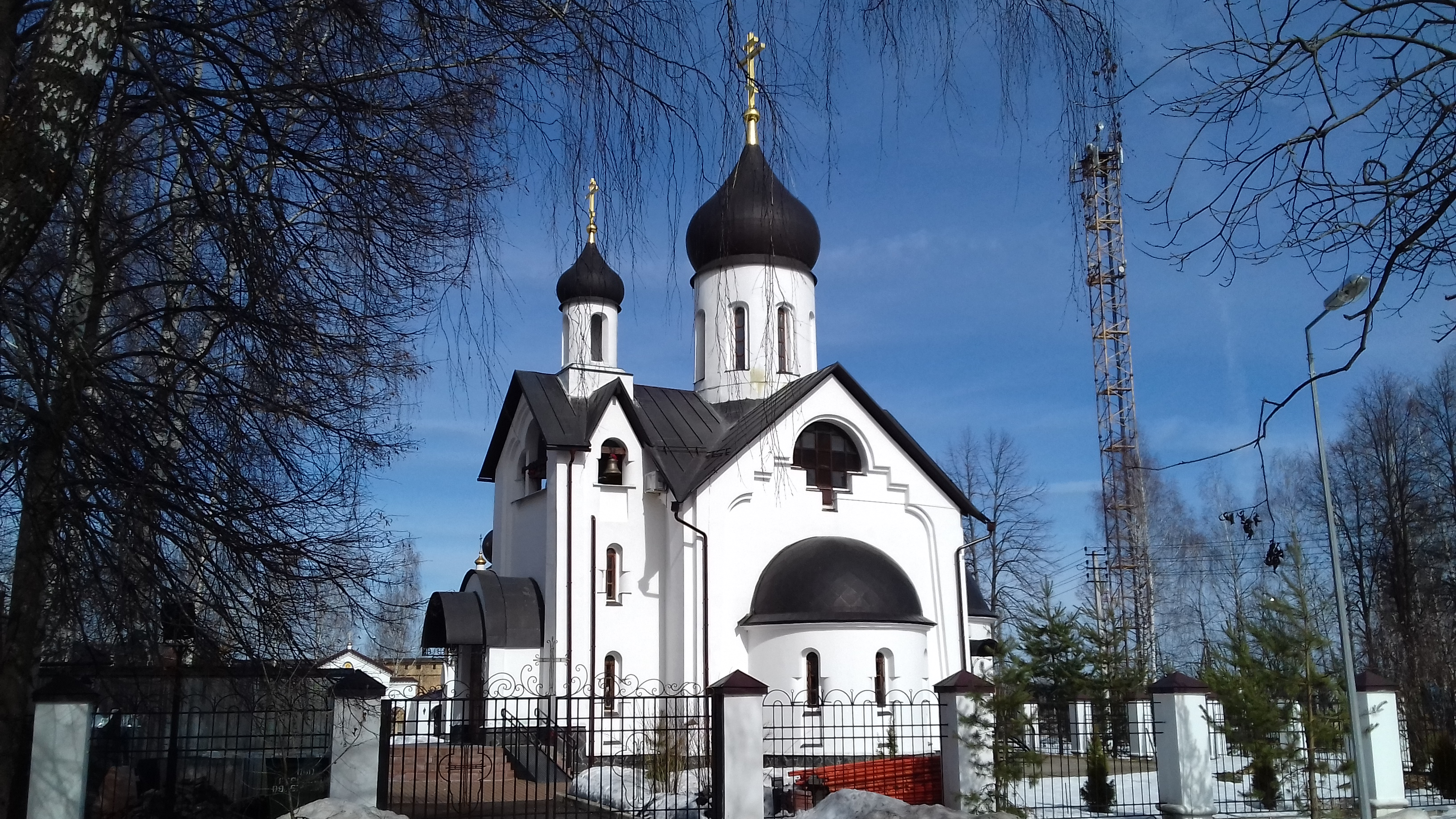
L'église des Nouveaux-Martyrs-de-Podolsk de Chichkine Less.

- Musée-ferme pédagogique Mikhaïlovski[2]
- Musée des jouets en bois de l'ancienne usine Babynka[2]
- Monument en mémoire des habitants tués pendant la Grande Guerre patriotique[2]
- Église des Nouveaux-Martyrs-de-Podolsk de Chichkine Less[3]

## Éducation
- Jardin d'enfants Solnychko no 1169[4]
- École primaire et moyenne no 2076[5].

## Transport
Les moyens de transport entre le village et la station du métro de Moscou «Olkhovaïa» sont assurés par les itinéraires de transports publics urbains suivants (avec indication des derniers arrêts, le transporteur est Mosgortrans):
1. Autobus № 512 (station de métro Tioply Stan - Sekerino).
2. Autobus № 513 (station de métro Tioply Stan - Jiodotchi).
3. Autobus № 514 (station de métro Tioply Stan - maison de vacances Plioskovo).

Les mêmes itinéraires, ainsi que la ligne no 874, relient le village à la ville de Troïtsk.
Le transport entre le village et la gare ferroviaire de Podolsk est assuré par la ligne de bus no 1047 (gare de Podolsk - village de la maison de vacances Plioskovo; transporteur: Mostransavto.